# 태양활동주기

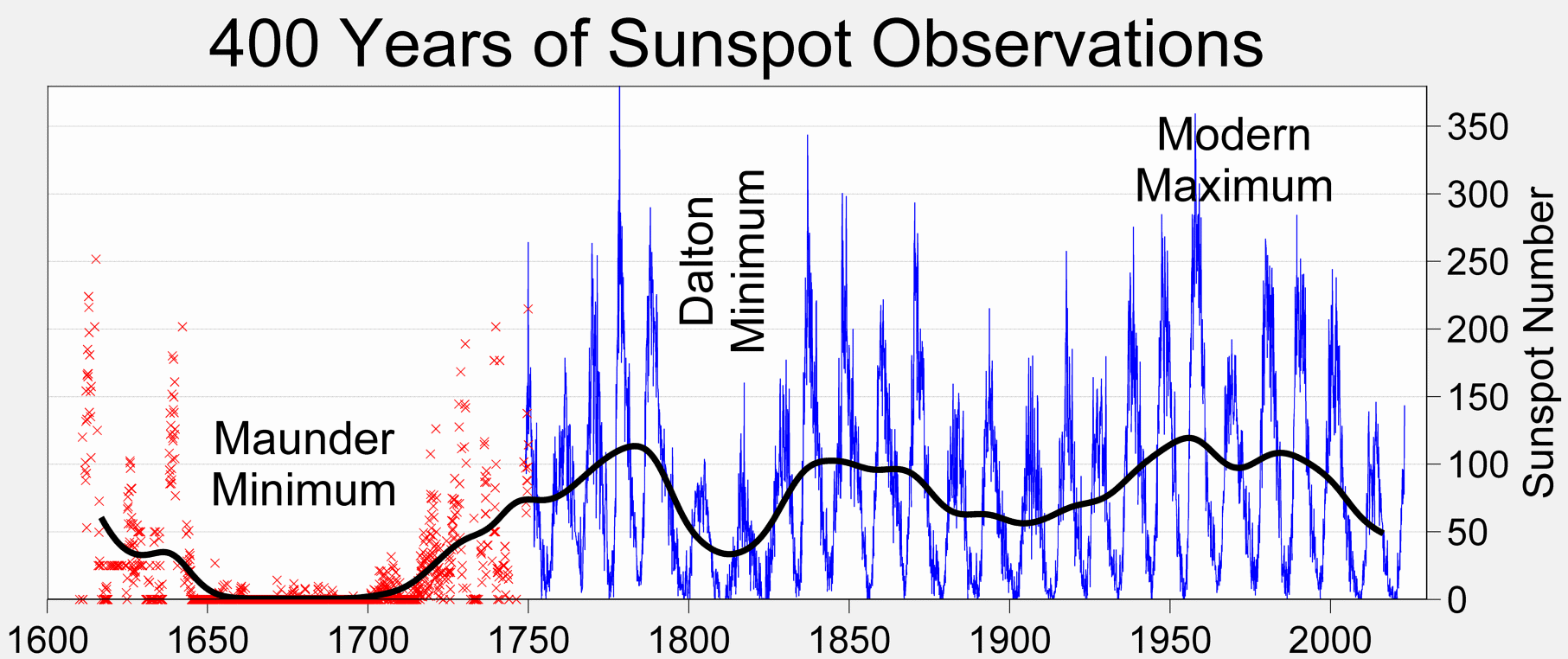
400년 동안 태양 흑점 개수를 관측한 기록.

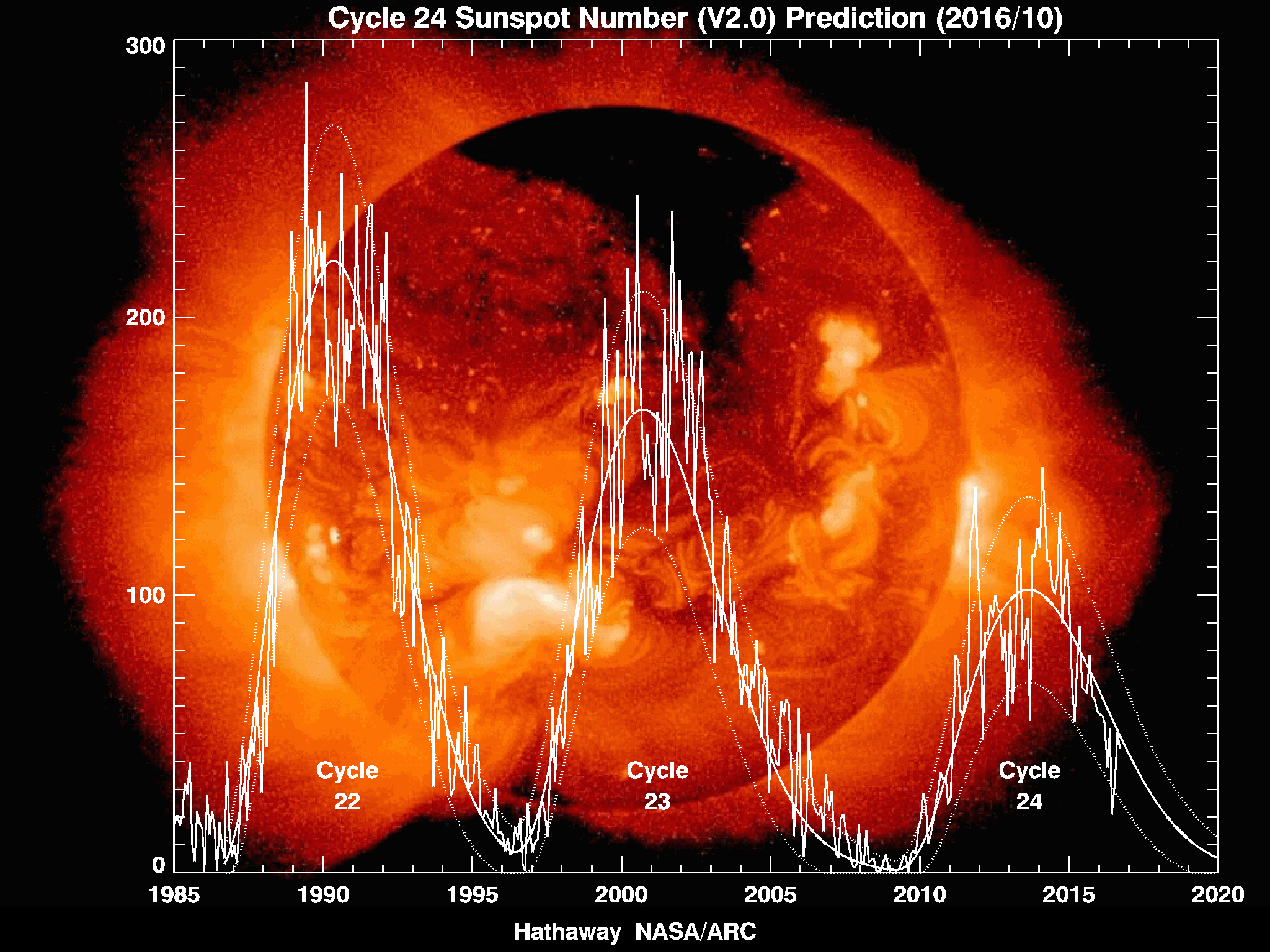
제24태양주기에 대한 현재의 예측은 2013년 여름에 약 66개의 흑점개수의 최대치를 부드러운 곡선으로 제공해준다. 이 흑점 개수는 벌써 67개에 도달하였다. 2011년 말에 있었던 극대기 때문에 공식적인 최대치는 적어도 이보다 높을 것이다. 이 곡선은 지난 4개월 동안 평탄했었다. 우리는 현재 제24주기에서 4년을 넘어가고 있다. 현재 예측되고 관측된 크기는 이를 1906년에 최대 64.2개를 가졌던 제14주기 이후로 가장 작은 흑점 주기가 되도록 해준다.NASA

태양활동주기(太陽活動週期, 영어: solar cycle)는 태양 활동(태양 복사의 강도와 태양 물질의 분출에서의 변화를 포함)과 태양의 겉표면(흑점의 개수, 플레어, 다른 가시적인 징후들)에서 보여지는 주기적인 변화를 말한다. 태양활동주기는 평균 약 11년의 지속기간을 가지며, (태양의 겉모습에서의 변화에 의해, 그리고 오로라와 같은 지구에서 보이는 변화에 의해) 수백년동안 관측되어 왔다. 태양 변화는 우주 기상, 지구 대류권 내에서 일어나는 기상현상 및 기후의 변화를 일으킨다. 또, 태양 변화는 태양으로부터 오는 방사선의 양이 주기적으로 변하게 만들어 지구에 영향을 끼친다.이는 태양 변화의 한 요소로써 다른 하나로는 비주적인 요동을 하는 것이다.
자기유체역학적인 다이너모 과정에 의하여 에너지를 공급받아, 태양활동주기는 태양 내부 물질의 유도성 작용에 의해 주도되며,
- 태양 대기 (코로나 및 태양풍) 구조를 만든다.
- 태양 복사량을 조절한다.
- 자외선에서 X선까지에 해당하는 잛은 파장의 태양 복사 플럭스를 조절한다.
- 다른 지자기적인 태양 폭발 현상, 코로나 질량 방출 그리고 태양 플레어의 발생 빈도를 조절한다.
- 간접적으로는 태양계로 들어오는 고에너지 은하 우주선의 선속(플럭스)를 조절한다.

## 역사

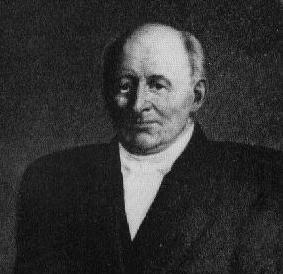
사무엘 하인리히 슈바베 (1789-1875). 독일의 천문학자이며 흑점의 폭넓은 관측을 통하여 태양활동주기를 발견했다.

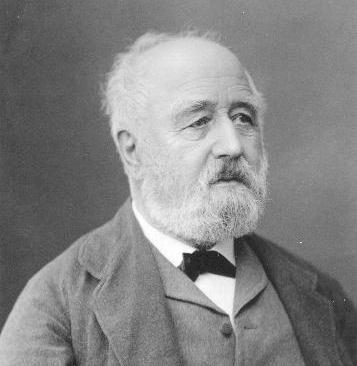
루돌프 볼프 (1816-1893), 스위스의 천문학자로써 흑점 활동을 17세기까지 재현하는 작업을 수행하였다.

태양활동주기는 1843년에 사무엘 하인리히 슈바베가 발견하였는데, 그는 17년의 관측 후에 태양 원반에서 매년 보이는 흑점의 평균적인 개수에서 주기적인 변화가 나타나는 것을 알아내었다.루돌프 볼프는 슈바베가 수행한 관측 결과와 다른 관측 결과들을 수집하여 연구하였고, 이를 통하여 볼프는 태양활동주기를 1745년까지 복원해내고 마침내 이러한 복원물들을 갈릴레오의 가장 초기에 이루어진 흑점 관측 결과로 푸싱하였다.
최근까지 태양활동주기는 1699년과 2008년도의 309년 동안 28개의 주기가 있으며 평균적으로 11.04년 이었다고 여겨졌으나, 다시 최근의 연구 결과는 이 기간들 중 가장 길었던 것 (1784년-1799년)이 실제로는 두 번의 주기 [1][2]였던 것으로 보인다고 하여 태양활동주기의 평균 길이는 겨우 10.66년 정도라고 한다. 9년만큼의 짧은 주기들과 14년만큼의 긴 주기들이 관측되어 왔고, 1784년에서 1799년까지의 이중 주기 동안의 한 주기는 8년보다는 짧아야 했다. 태양활동주기는 또한 그 진폭에서 상당한 변화가 나타난다. 태양 활동 극대기와 극소기는 각각 흑점의 개수가 최대, 최소인 시기인 태양 극대기, 태양 극소기를 가리킨다. 개개의 흑점 주기는 한 극소기에서 다음 극소기까지로 구분된다.
볼프가 확립한 번호 부여 체계를 따르면, 1755년에서 1766년에 해당하는 주기는 전통적으로 1이라는 숫자가 매겨진다. 1645년과 1715년 사이의 주기는 거의 관측된 흑점이 없는 시기로, 손실된 자료로 인한 인공구조물과는 다르게 현실적인 특징을 가진다. 이 시기는 처음으로 구스타프 스푀러에 의해 주목받은 이러한 특이한 현상을 연장하여 연구한 에드워드 월터 먼더 이후에 지금은 먼더의 극소기로써 알려졌다. 20세기 중반 이후에 먼더 극소기는 또한 리처드 캐링턴과 스푀러에 의해 (독립적으로) 흑점들이 처음 태양의 중위도에 나타난 다음에, 태양 극소기에 도달할 때까지 적도로 근접하는 순환 과정으로 주목받았다.
이러한 규칙은 버터플라이 다이어그램이라는 형태로 가장 잘 가시화되었는데, 이는 20세기 초에 E. Walter와 Annie Maunder 부부에 의해 처음 만들어졌다. 태양의 이미지는 위도로 펼친 조각지도와 계산된 태양 흑점의 월평균 표면 비율로 나뉜다. 이는 색코드 막대로써 수직적으로 그려졌고 그 과정은 이러한 시간-위도 다이어그램을 만들어내기 위해 1달 간격으로 반복된다.
태양활동주기에 대한 물리적 기반은 20세기 초에 조지 엘러리 헤일과 그의 공동연구자들에 의하여 밝혀졌는데, 1908년에 그들은 태양흑점이 강하게 자화되어 있다는 것을 보였다. (이는 지구 밖에서 처음으로 자기장을 탐지한 일이었다) 그리고 1919년에는 태양 흑점에 대한 아래의 특징이 발견되었다.
- 항상 해당 흑점 주기 동안 내내 해당 태양 반구에서 동일하다는 것이다.
- 한 주기 동안에 다른 반구에서는 반대이다.
- 한 흑점 주기에서 다음 주기로 갈 때 북반구, 남반구에서 서로 역전된다.

헤일의 관측결과들은 태양활동주기가 평균 22년의 자기의 주기라는 것을 드러내주었다. 그러나, 태양활동주기의 바로 거의 모든 징후들이 자기 극성에 대해 민감하지 않았기 때문에 이는 11년 태양활동주기가 이렇다 할 만한 일반적인 용례로 남게되었다.
반 세기가 지나자, 해럴드 밥콕과 호레이스 밥콕 부자는 태양 표면이 태양 흑점의 바깥부분에도 자화되어 있음을 보여주었다. 이는 이렇게 약한 자기장은 처음으로 쌍극자를 정렬시키는 것이다. 그리고 또한 흑점 주기로서 같은 주기마다 극성 역전을 겪는다. (아래 그래프 참조) 이렇게 여러 가지 관측들은 태양활동주기가 전체로써의 태양을 드러내주는 공간일시적 자기장 과정임을 확립해주었다.

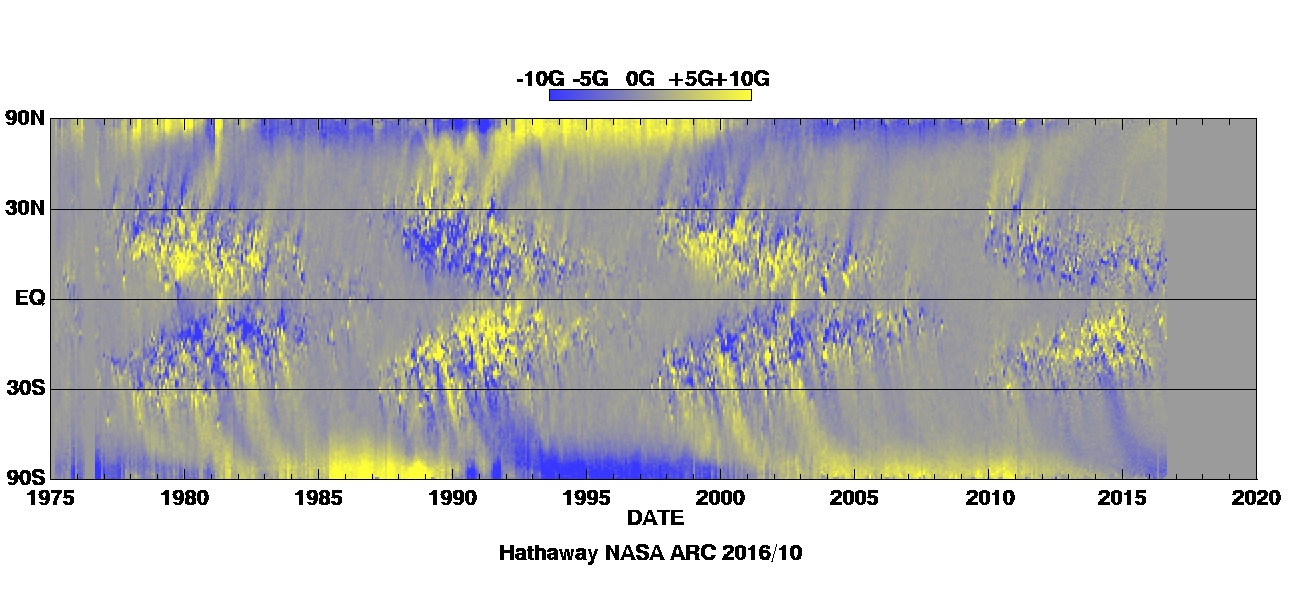
태양 자기장의 지름방향 성분을 시간과 태양 위도에 따라 나타낸 다이어그램. 연속적인 태양의 자전을 넘어 평균을 낸 것이다 ? 흑점의 “나비”와 같은 모양은 저위도에서 명확히 보인다. 다이어그램은 NASA의 마샬 우주비행센터(NASA Marshall Space Flight Center)의 태양 연구 그룹이 정기적으로 업데이트하여 만들어진다.

## 현상, 측정, 원인들
두 인접한 주기로부터의 흑점들은 얼마동안은 같은 시기에 놓일 수 있다. 그리고 태양 자기장의 극성이 다름 주기로 넘어갈 때 역전됨이 발견되었으므로, 서로 다른 주기의 흑점들은 자기장의 방향으로 구분할 수 있다. 그렇지만, 태양 극소의 진짜 날짜를 결정하는 것에 대하여 명확한 결정이 내려지기 전에 몇 달이 걸린다. 태양 극소기의 날짜를 결정하는 권한을 가진 주요한 곳 중에 하나는 SIDC (the Solar Influences Data Analysis Center)인데, SIDC는 벨기에에 위치하고 미항공우주국(NASA)나 유럽우주국(ESA)의 연구원들과 협력한다.
오늘날 가장 중요한 정보는 태양 표면의 자기장을 보여줄 수 있는 MDI 마그네토그램과 같은 SOHO (ESA와 NASA 간의 국제 협동 프로젝트)로부터 온다.
태양변화의 기본적인 원인과 변화 주기(태양주기는 여전히 (변화 주기가 목성과 토성 같은 거대가스행성 때문에 생기는 조석력과 관계가 있거나, 태양 내부의 운동 때문이라고 제안하는 몇몇 연구자들을 포함하여) 논쟁 하에 있다. 흑점의 또 다른 원인은 태양제트기류인 “torsional 진동“ 일 수 있다.
규칙성들은 태양활동주기에서 주목받아왔다. 예를 들면, 발드마이어 효과 (Waldmeier effect)는 더 큰 최대 진폭을 갖는 주기는 극대기에 도달하는 데에 주기가 작은 진폭을 가질 때보다 시간이 덜 걸린다. 또한, 최대 진폭과 더 이른 주기의 길이와의 음성의 관계가 있는데, 이는 예측의 정도를 결정해준다.

## 태양활동주기의 효과

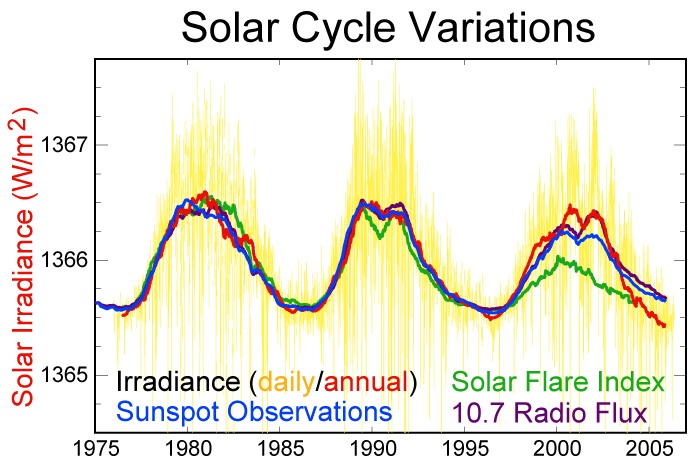
흑점 개수 척도, TSI, 10.7cm 전파플럭스, 플레어 척도에서 보여진 제21, 22, 23주기들. 각 양에 대한 수직 눈금은 TSI와 동일한 수직 축에 덧그리는 것을 허용하도록 조정되었다. 모든 양의 일시적인 변화는 위상에서 딱 맞아 들어가지만, 진폭측면에서 상관관계의 정도는 몇 도로 변동할 수 있다.

태양의 자기장은 태양 대기와 바깥 층을 모두 코로나를 통하는 방식으로 태양풍으로 내보낸다. 그것의 시간과 공간에 따른 변화는 총체적으로 태양 활동이라고 알려진 현상의 장본인이다. 태양 활동의 모든 것이 태양 자기장 주기에 따라 강하게 변동한다. 왜냐하면, 후자가 전자에 대하여 에너지원과 동력원의 역할을 하기 때문이다.

### 표면 자기장
흑점은 어디에서든지 며칠에서 몇 달 동안 존재할 수도 있다. 그러나 흑점은 결국 소멸하며 이는 태양 광구에 자기장 선속을 만들어낸다. 이러한 자기장은 분산되고, 난류성 대류와 큰 규모의 흐름에 의해서 마구 섞인다. 이러한 수송 메커니즘은 고위도 지역에서 자화되어 사라진 산물들이 자기장 양극의 극성을 역전시키면서 쌓이게 만든다. (어떻게 파란 자기장과 노란 자기장이 위 그림에서 역전되는지 참조)
태양 자기장의 안녕 쌍극자 요소가 태양 극대기 시기 부근에서 극성을 역전시키는 것이 관측되고, 그 요소는 태양 극소기에서 최댓값을 갖는 봉우리에 도달한다. 한편, 흑점은 태양 내부에서 생긴 토러스형의 (경도 방향으로) 자기장으로부터 형성된다. 물리적으로 태양활동주기는 토러스형 자기장 성분이 폴로이달 자기장을 만드는, 재생하는 고리로써 생각될 수 있다. 이는 다시 원래의 토러스형 자기장의 극성을 역전시키는 것과 같은 새로운 도넛 모양 신호 성분을 만든다. 그리고 나서 역전된 극성의 새로운 폴로이달 성분을 만들어낸다.

### 태양 방사선
총 태양 방사선량 (TSI)은 지구의 상층대기로 입사하는 태양 복사 에너지의 양이다. TSI의 변화는 1978년 말 위성관측이 시작될 때까지 관측할 수 없었다. 1970년대부터 2000년대까지 인공위성의 라디오미터는 태양 방사선량이 11년의 흑점주기에 따라 총 방사선량에서와 방사선량(자외선량과 가시광선량의 비율)의 상대적인 성분 두가지 모두에서 체계적으로 변화한다는 것을 보여주었다. 태양광도는 태양 극대기에서 태양 극소기에서보다 0.07 퍼센트 더 밝아지지만, 2000년대 우주선의 관측은 가시광선량 대비 자외선량의 비율은 이전에 생각했던 것보다 훨씬 더 변화가 심하다는 것을 보여주었다.
인공위성 관측의 주요 발견은 TSI가 태양 자기 활동 주기와 함께 위상 측면에서 진폭이 약 0.1% 정도, 평균 약 1366 W/m2 정도 변한다는 것이다(“태양 상수”). -0.3%까지의 평균에 대한 변화는 큰 흑점군에 의해, 0.05%의 평균에 대한 변화는 일주일에서 열흘의 시간규모에서 큰 백반과 밝은 연결망에 의해 변한다.(TSI 변화를 나타낸 그림을 보십시오.)) 인공위성이 관측한 수십년에 걸친 TSI의 변화는 작지만 탐지할 수 있는 경향성을 보여준다.
흑점이 보통의 광구에서 보다 더 어두울지라도 (더 차가울지라도), TSI는 태양 극대기에서 더 크다. 이는 태양 극대기때의 흑점이외에도 백반, “밝은” 연결망의 활동적인 요소 같은 자화된 구조들 때문에 발생한다. 이 구조들은 총체적으로 온도가 더 낮지만 더 적은 수의 흑점과 관련된 방사량의 손실을 메꾸려고 한다. 태양 자전과 흑점 주기 시간 규모에서의 TSI 변화를 주도하는 주요 원인은 radiactively 활발한 태양 자기장 구조의 변화하는 광구의 보급 ?이다.

### 짧은 파장에서의 복사

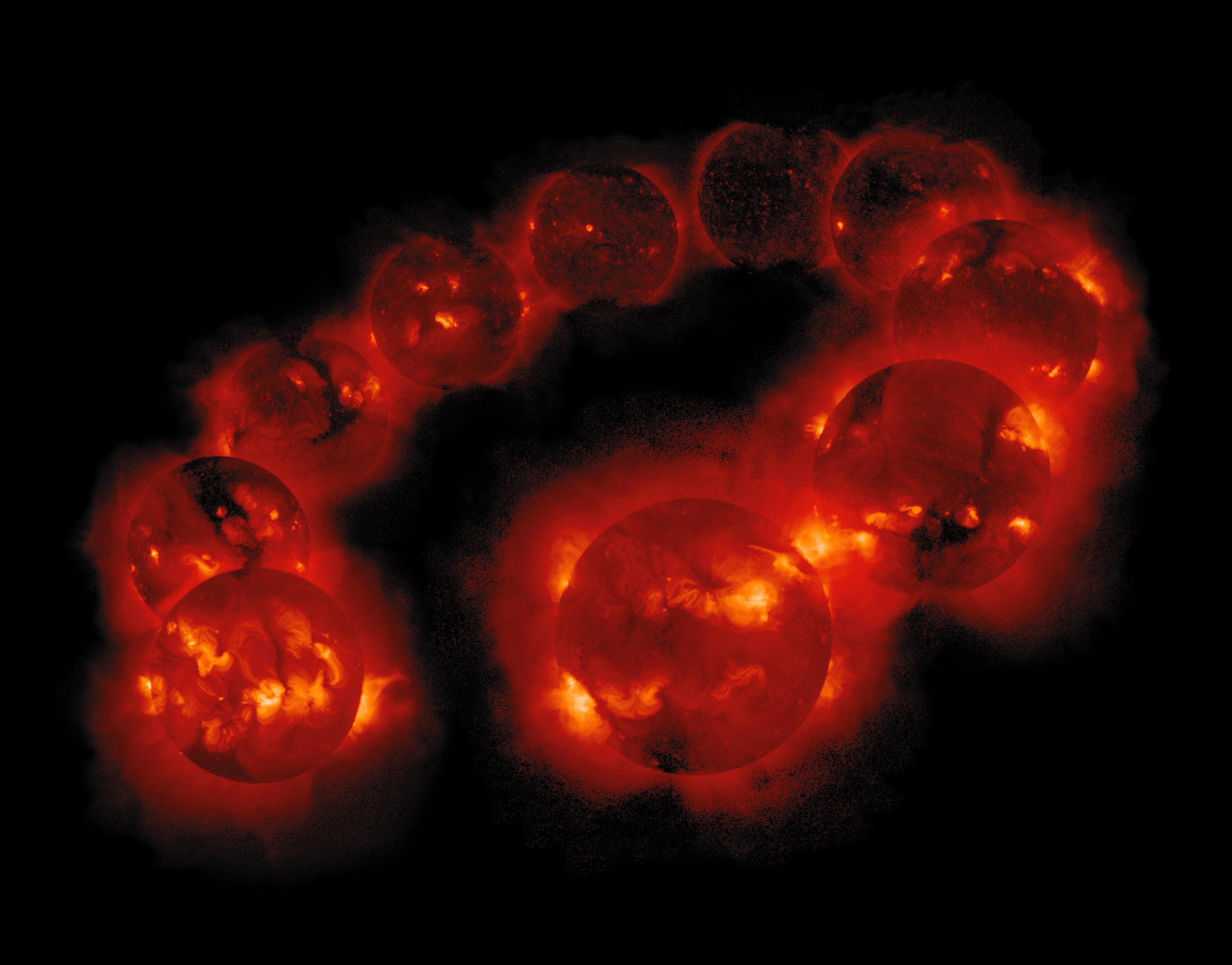
태양활동주기: 이 사진은 Yohkoh SXT가 찍은 이미지를 10년의 노력을 들여 만든 합성사진으로 1991년 8월 30일 이후에서 2001년 9월 6일까지의 흑점 주기동안의 태양 활동에서의 변화를 보여준다. Credit: the Yohkoh mission of ISAS (Japan) and NASA (US)

5870켈빈의 온도를 가진 태양의 광구는 극자외선과 그보다 짧은 파장에서는 매우 적은 복사를 방출한다. 그렇지만 온도가 더 높은 태양 대기의 상층부 (채층과 코로나)에서는 더 짧은 파장의 복사를 방출된다. 상층 대기가 균질하지 않고, 커다란 자기 구조를 포함하기 때문에, 태양 자외선(UV)와 극자외선(EUV) 그리고 X선 플럭스는 태양활동주기의 과정에서 두드러지게 변화한다.
왼쪽의 사진은 연 X선에 대한 변화를 나타내는데, 일본의 위성 Yohkoh가 1991년 8월 30일의 22번째 극대기 이후의 시기에서부터 2001년 9월 6일 23번째 극대기에서까지 관측한 태양 사진을 모아 합성한 것이다. 태양활동주기와 관련된 변화와 유사한 것이 (가령, SOHO 또는 TRACE 위성에 의해) 태양 자외선과 극자외선 복사 플럭스에서 발견되었다.
태양에서 나오는 짧은 파장의 복사들이 총 태양 복사의 매우 적은 비율을 차지할 뿐이라고 할지라도, 지구 고층 대기에 미치는 태양 자외선, 극자외선, X선 복사의 영향은 엄청나다. 태양 자외선 플럭스는 성층권의 화학조성을 주도하는 주요 원인이고, 전리 방사선의 증가는 이온권에 영향을 주는 온도와 전기 전도성에 상당히 영향을 미친다.

### 태양 전파
센티미터 파장에서 태양으로부터 오는 방출선은 주로 활동 영역에 놓인 자기장에서 갇힌 코로나 플라즈마에 의한 것이다. F10.7 지수는 관측된 태양 전파 방출선의 봉우리값에 가까운, 10.7cm 파장에서 단위 진동수당 태양 전파 플럭스를 나타내는 척도이다. F10.7은 자주 SFU나 태양플럭스 단위로 표현된다. (1SFU= 10-22 W m-2 Hz-1) F10.7은 활동영역에서 자기장에 갇힌 코로나 플라즈마의 확산적이며, 비방사 천이에 의한 가열의 척도를 나타내준다. 이는 전반적인 태양 활동 단계의 훌륭한 지표가 되고 태양 자외선 방출량과도 좋은 상관관계를 갖는다.
F10.7 지수는 매일 정오에 캐나다의 펜틱턴 소재 도미니언 전파천문대(DRAO)에서 2800MHz에 중심파장을 둔 100MHz 대역의 전파로 측정된다. 태양 F10.7cm은 1947년으로 거슬러 올라가 기록되며, 흑점과 관련한 양 이외에 직접적으로 태양 활동을 기록하는 것 중 가장 오래된 것이다.
흑점 활동은 장거리 전파통신에 (중파, 저주파(VHF)도 효과가 있지만, 특히 짧은 파장 대역(단파)) 주로 효과가 있다. 흑점 활동이 활발할 때에는 고주파 대역)에서 태양잡음과 이온권의 교란이 더 발생하더라도 신호가 증폭되어 진행한다. 이러한 효과들은 이온권에서 높아진 태양 방사선량의 영향 때문에 생긴다.
10.7cm 태양 전파 플럭스는 지상의 두 지점 간 통신을 방해할 수 있다고 이전부터 제안되었다.

### Geoeffective 폭발 현상

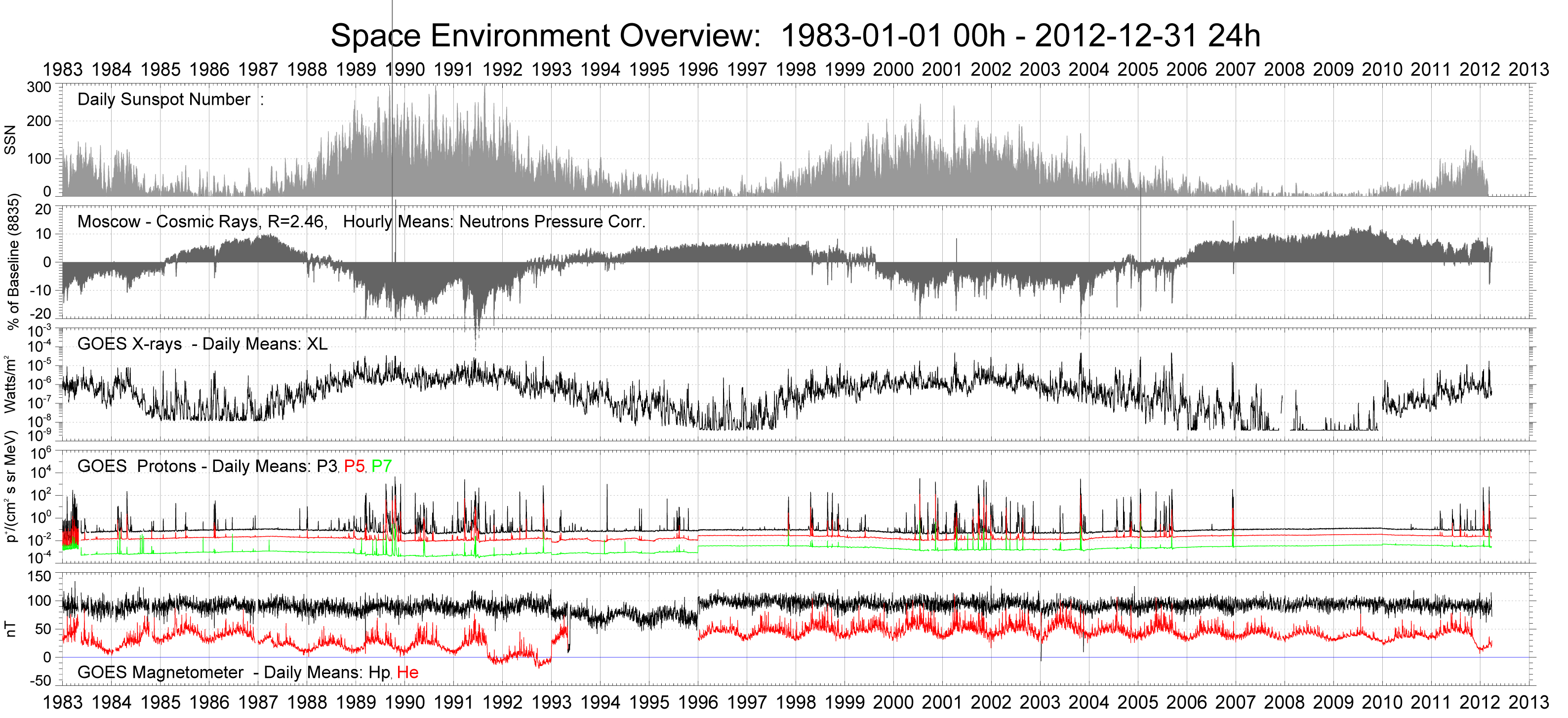
세 태양활동주기의 개괄 도표는 흑점 주기와 은하 우주선, 그리고 지구 근처의 우주환경의 상태 간의 관계를 보여준다.

태양 자기장은 일식 때 코로나의 특징적인 모양을 보이도록 하면서 코로나를 구성한다. 복잡한 코로나 자기장 구조는 태양 표면의 유체 운동과 태양 내부의 다이너모활동이 만든 자기플럭스가 나타남에 따라 진화한다. 아직 구체적으로 이해되지 않은 이유들에 대하여, 가끔 이러한 구조들이 행성간 공간으로 분출되는 코로나 질량 분출이나 고에너지 입자들 뿐만 아니라 자외선과 X선의 엄청난 방출을 주도하는 국지적인 자기에너지의 방출에 의해 발생한 플레어를 만들며 안정성을 잃게 된다. 이러한 폭발적인 형상은 지구 상층대기와 우주환경에 상당한 영향을 주며, 우주기상이라고 부르는 것의 주요 원인이다.
코로나 질량 방출의 발생 빈도는 태양 활동 주기에 따라 강하게 변동한다. 어떤 주어진 크기의 플레어는 태양 극소기 때보다 극대기에서 50배정도 더 빈번히 발생한다. 큰 코로나 질량 방출은 평균적으로 태양 극대기에서 하루에 몇 번에서 극소기에는 며칠에 한번 발생한다. 이러한 현상들의 크기는 태양활동주기의 위상에서 민감하게 의존하지는 않는다. 최근의 좋은 일례로는 2006년 12월에 발생했던 세 개의 큰 X급 플레어들인데, 태양 극소기에 매우 가까운 시기에 발생하였다. 이 중 하나(12월 5일에 발생한 X9.0 플레어)는 기록 사상 가장 밝은 것들 중에 하나이다.

### 우주선 플럭스
태양 분출물이 행성간 공간으로 방출되어 밖으로 퍼져나가는 것은 플라즈마 밀도를 더 높게 만드는 데 그 플라즈마들은 은하 내의 태양계가 아닌 곳에서 태양계로 들어오는 고에너지 우주선을 산란시키는 데에 효과적이다. 태양활동주기에 따라 태양 폭발 현상의 빈도가 강하게 변동되기 때문에 태양계 외부에서 산란되는 우주선 세기의 정도는 단계적으로 달라진다. 결과적으로 태양계 내부의 우주선 플럭스는 태양활동의 전반적인 정도에 따라 반비례한다. 이러한 반비례 관계는 지구 표면의 우주선 플럭스 측정으로 명확히 감지된다.

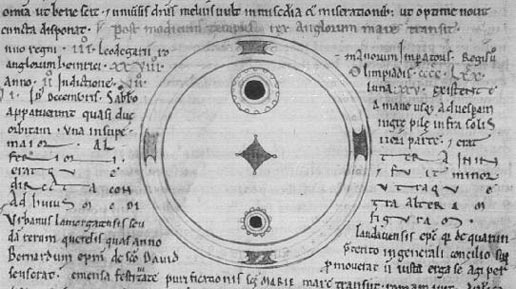
존 우스터의 연대기에 있는 흑점 그림(더 나은 번역 필요).

지구 대기로 들어오는 몇몇 고에너지 우주선은 대기를 구성하는 분자들과 가끔씩 핵파쇄현상을 발생시킬 만큼 충분히 세게 충돌한다. 핵분열 뒤의 나온 입자들 몇몇은 탄소-14(14C)와 베릴륨-14(10Be)와 같은 방사성 핵종들을 포함하는데 이것들이 지표면에 내려앉게 된다. 이 핵종들의 집중도는 얼음의 핵에서 측정될 수 있는데, 태양 활동 단계를 먼 과거로 복원할 수 있도록 해준다. 그러한 복원작업은 20세기 중반 이후의 전반적인 태양 활동이 지난 10,000년 중 가장 높은 상태에 있다는 것과 먼더의 극소기(Maunder minimum) 같은 태양활동이 억제된 시기가 그 시간대에 반복해서 발생함을 보여준다.

### 지구에 미치는 영향

#### 지상 유기체들
생명체들에 대한 태양활동주기의 영향은 이전부터 연구되어 왔다. (시간생물학 문헌을 참조하십시오.) 어떤 연구자들은 인간의 건강과의 연관성을 찾았다고 주장한다.
지구에 도달하는 300nm 파장의 자외선인 UVB의 양은 오존층의 변화 때문에 태양활동주기 동안에 400%만큼이나 변한다. 성층권에서 오존은 자외선에 의한 O2분자들의 쪼개짐에 따라 계속해서 생겨난다.(오존-산소 순환) 태양 극소기에 태양으로부터 받는 자외선량의 감소는 오존의 집중도를 감소시킨다. 이는 증가한 UVB를 지표면에 투과하도록 만든다.

#### 전파 통신
전파 통신의 상공파 모드는 이온권을 통과할 때 굴절하는 전파 (전자기파)의 의해 발생한다. 태양활동주기의 “절정”에서 이온권은 태양에서 오는 광자와 우주선입자에 의해 이온화되는 정도가 증가한다. 이는 국지적인 장거리 통신을 이용가능하게 하거나 또는 방해하는 식의 복잡한 방법으로 전파 진행 경로에 영향을 준다. 상공파 모드의 예보는 상선 및 항공기 통신, 아마추어 무선통신, 단파 방송산업 분야에서 상당한 관심을 받고 있다. 이 분야의 종사자들은 이러한 태양과 이온권에서의 변화에 가장 영향을 많이 받는 고주파(HF) 스펙트럼내의 주파수들을 실용화한다. 태양 방출량에서의 변화는 최대사용주파수(통신에 이용가능한 가장 높은 주파수의 한계치) 에 영향을 준다.

#### 육상의 기후
태양 활동의 짧고 긴 변화는 모두 지구 기후에 영향을 준다는 가설이 제기 되었지만 태양의 변화와 지구 기후간의 관계를 직접적으로 정량화하는 것은 극단적으로 어렵다고 밝혀져 왔다. 태양활동과 지구 기후간의 관계에 대한 주제는 계속해서 활발한 연구 주제가 되고 있다.
초기에는 기상현상과 흑점 활동간의 상관관계를 찾는 연구가 시도되었으나 대부분 주목할 만한 성과는 없었다. 이후의 연구는 더욱더 태양 활동과 지구의 온도간의 관계를 찾는데에 집중되었다. 가장 최근에, 한 연구는 태양활동주기 때문에 지역적인 기후 영향이 있을지도 모른다고 제안하였다. 나사의 태양 복사와 기후 실험Solar Radiation and Climate Experiment의 분광 방사량 측정기는 태양 UV 방출량이 과학자들이 이전에 생각했던 것보다 태양활동주기의 과정에서 더 잘 변함을 보여준다. 태양 극소기 때에 미국과 남부 유럽의 더 추운 겨울과 캐나다와 북유럽의 더 따뜻한 겨울이 오는 것이 이러한 변동성의 한 예이다.
태양 활동 변화가 기후에 영향을 준다는 가설에 대한 세 가지 메커니즘이 있다.
- 태양 방사선량은 기후에 직접적으로 영향을 주며 변화한다. (“복사강제력(Radiative forcing“)
- 자외선에서의 변화. 자외선 성분은 총량보다 더 많이 변한다. 그래서 자외선이 알려지지는 않은 어떤 이유에 대하여 불균일한 효과를 가지고 있다면, 이는 기후에 영향을 발생시킬 수 있다.
- 구름의 양의 변화와 같은 (태양풍의 영향을 받는) 우주선의 변화에 의하여 영향을 받는다.

태양활동주기가 0.1%변하는 것은 작지만 지구의 기후에는 눈에 띄는 영향을 준다. Camp과 Tung이 수행한 연구는 태양 방사량의 변화는 11년 태양주기의 극대기와 극소기 사이에서 측정된 전지구의 평균 온도에서 ±0.1 K (±0.18 °F)의 변화와 상관관계를 가진다고 제안하였다.
한 주기보다 더 긴 시간규모에서 태양 활동의 효과는 또한 기후과학(Climate Science)분야에서 관심을 받고 있다. 현재의 과학적인 정설은 최근에 측정된 태양 활동 규모가 온실가스 때문에 생기는 영향보다 훨씬 작기 때문에 태양 활동이 현재의 지구 온난화를 결정하는데 있어 주요한 역할을 하지는 않는다는 것이다. 그러나, 태양의 영향을 이해하는 정도는 낮은 수준이다.

### 우주선에 미치는 영향
코로나 질량 방출 (CME)는 태양 플레어와 관련된 현상으로 가끔 태양 우주선이라고 알려진 고에너지 양성자의 복사 플럭스를 만들어낸다. 이 고에너지 양성자들은 인공위성의 전자기기와 태양광 전지에 복사에 의한 손상을 입힐 수 있다. 태양 양성자 또한 전자기기에 sigle-event upset (SEU) 현상을 일으킬 수 있다. 이와 동시에, 태양 극대기 때 은하 우주선의 감소한 복사 플럭스는 (위의 우주선 플럭스 섹션을 보십시오.) 입자 플럭스의 고에너지 성분을 감소시킬 것이다.
우주 임무에서의 우주인들이 지자기장을 만드는 방패효과를 받는 곳 위에 있다면, CME로부터 오는 복사는 또한 인간들에게 위험할 것이다. 그러므로 많은 미래의 임무 계획들은 (예를 들면, 화성 유인 탐사를 위한 계획) 우주인들이 태양 활동기에 대피하도록 방사선을 막아주는 “storm shelter"를 포함하고 있다.
높은 수준의 태양 활동이 일어날 때 우주 비행에서 생기는 문제점에 대한 측면에서 후자의 예측은 더욱더 중요해지고 있다. 몇 개에 연이은 태양활동주기에 의존하는 특정한 방법은 Wolfgang Gleißberg가 고안하였다.

## 같이 보기
| - 태양 빛 - 태양활동주기 목록 - 태양계의 형성과 진화 | - 태양의 일생 - 항성 진화 - 태양과 관련된 문헌 목록 |